# Luigi Palmieri (1913-1970)
Luigi Palmieri (Cosenza, 8 febbraio 1913 – 20 maggio 1970) è stato un politico italiano.

## Biografia
Primo dei non eletti nel Movimento Sociale Italiano alle Elezioni politiche in Italia del 1948 nella Circoscrizione Catanzaro-Cosenza-Reggio Calabria, denunciò l'eletto e collega di partito Luigi Filosa per attività clandestina fascista. 
Palmieri ebbe ragione e subentrò a Filosa, ma venne espulso dal suo partito.